# Предештій-Міч
Предештій-Міч (рум. Predeștii Mici) — село у повіті Долж в Румунії. Входить до складу комуни Предешть.
Село розташоване на відстані 199 км на захід від Бухареста, 18 км на захід від Крайови.

## Населення
За даними перепису населення 2002 року у селі проживали 24 особи, усі — румуни. Усі жителі села рідною мовою назвали румунську.